# آشوت آساطوریان
آشوت آساطوریان (ارمنی: Աշոտ Ասատուրյան؛ زاده ۲۰ فوریهٔ ۱۹۳۷ - درگذشته ۲۳ مهٔ ۱۹۹۹) کارگردان اهل ارمنستان بود.

## زندگی‌نامه
وی در  ۲۰ فوریهٔ ۱۹۳۷ در تفلیس در به دنیا آمد . وی همچنین برنده جوایزی همچون چهره هنری شایسته ارمنستان شوروی شد. وی در ۲۳ مهٔ ۱۹۹۹ در سن ۶۲ سالگی در ایروان درگذشت.